# 魯阿卡納瀑布
魯阿卡納瀑布（Ruacana Falls）位於納米比亞北部的庫內納河河道上，座標17°23′37″S 14°13′1″E / 17.39361°S 14.21694°E。瀑布高度120米，闊度可達700米。
埃普帕瀑布位於庫內納河下游135公里的安哥拉和納米比亞邊界上。

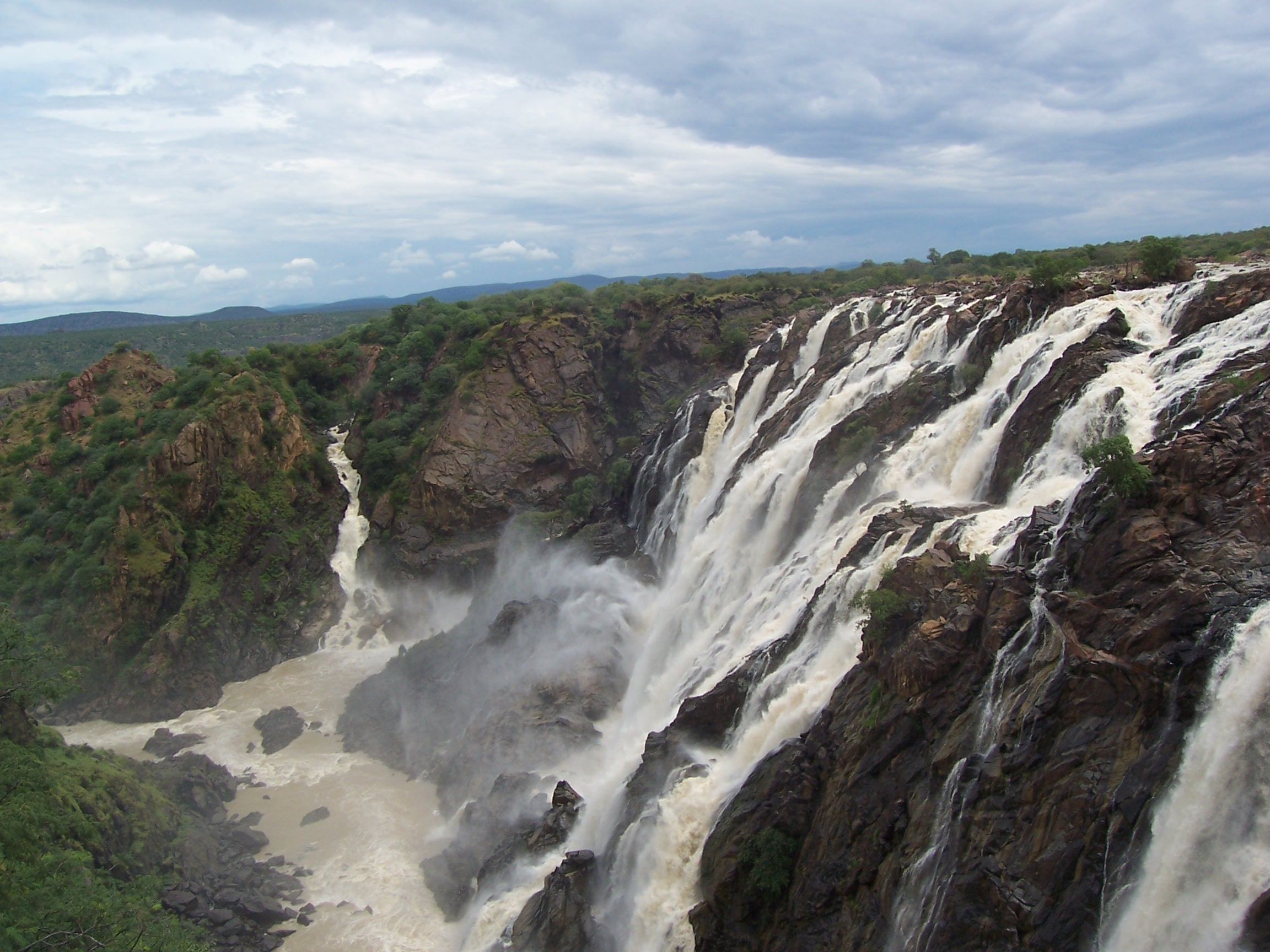